# Виолинов, Александр Николаевич
Александр Николаевич Виолинов (Раков–Виолинов), (13 мая 1896 — 3 октября 1965) — советский актёр театра и кино. 

## Биография
Родился 13 мая 1896 года. 
В 1933 году Виолинов стал служить театру ЛОСПС в городе Ленинград, в 1938 году покинул его. С 1935 года начал сниматься в кино. Первой работой стала роль конструктора в фильме «Три товарища». Перед смертью снялся в фильме «Сегодня — новый аттракцион», сыграв роль доктора. 
Ушёл из жизни 3 октября 1965 года в возрасте 69 лет.

## Фильмография
- 1935 — Три товарища — конструктор
- 1937 — Большие крылья — конструктор-практикант
- 1938 — Выборгская сторона — служащий Государственного банка
- 1938 — Профессор Мамлок — работник комендатуры
- 1938 — Человек с ружьём — полковник
- 1939 — Великий гражданин (вторая серия) — Георгий Леонидович Пятаков
- 1939 — Огненные годы — Панкевич
- 1940 — Разгром Юденича — Клюге фон Клюгенау
- 1941 — Боевой киносборник № 2 — немецкий офицер
- 1942 — Убийцы выходят на дорогу — Карл Фурке
- 1943 — Белорусские новеллы (первая серия) — немец
- 1943 — Жди меня — немецкий офицер
- 1943 — Она защищает Родину — Николай Николаевич
- 1945 — Простые люди — работник завода
- 1947 — Золушка — старый Лакей
- 1947 — Пирогов — зритель на публичной операции
- 1949 — Счастливого плавания! — учитель русского и литературы
- 1950 — Великая сила — Медынцев
- 1956 — Искатели — профессор
- 1957 — Балтийская слава — Николай Иванович Зарницын
- 1960 — Балтийское небо — профессор Медников
- 1962 — 713-й просит посадку — уснувший пассажир
- 1966 — Сегодня — новый аттракцион — доктор